# Jasonville
Jasonville és una població dels Estats Units a l'estat d'Indiana. Segons el cens del 2000 tenia una població de 2.490 habitants.

## Demografia
Segons el cens del 2000, Jasonville tenia 2.490 habitants, 970 habitatges, i 615 famílies. La densitat de població era de 739,5 habitants/km².
Dels 970 habitatges en un 33,8% hi vivien nens de menys de 18 anys, en un 46,5% hi vivien parelles casades, en un 12,4% dones solteres, i en un 36,5% no eren unitats familiars. En el 31,2% dels habitatges hi vivien persones soles el 16% de les quals corresponia a persones de 65 anys o més que vivien soles. El nombre mitjà de persones vivint en cada habitatge era de 2,46 i el nombre mitjà de persones que vivien en cada família era de 3,08.
Per edats la població es repartia de la següent manera: un 26,1% tenia menys de 18 anys, un 9,4% entre 18 i 24, un 26,4% entre 25 i 44, un 20% de 45 a 60 i un 18,1% 65 anys o més.
L'edat mediana era de 37 anys. Per cada 100 dones de 18 o més anys hi havia 82,5 homes.
La renda mediana per habitatge era de 23.208$ i la renda mediana per família de 29.485$. Els homes tenien una renda mediana de 27.037$ mentre que les dones 18.304$. La renda per capita de la població era de 11.558$. Entorn del 15,6% de les famílies i el 19,9% de la població estaven per davall del llindar de pobresa.

## Poblacions més properes
El següent diagrama mostra les poblacions més properes.